# Orsinval

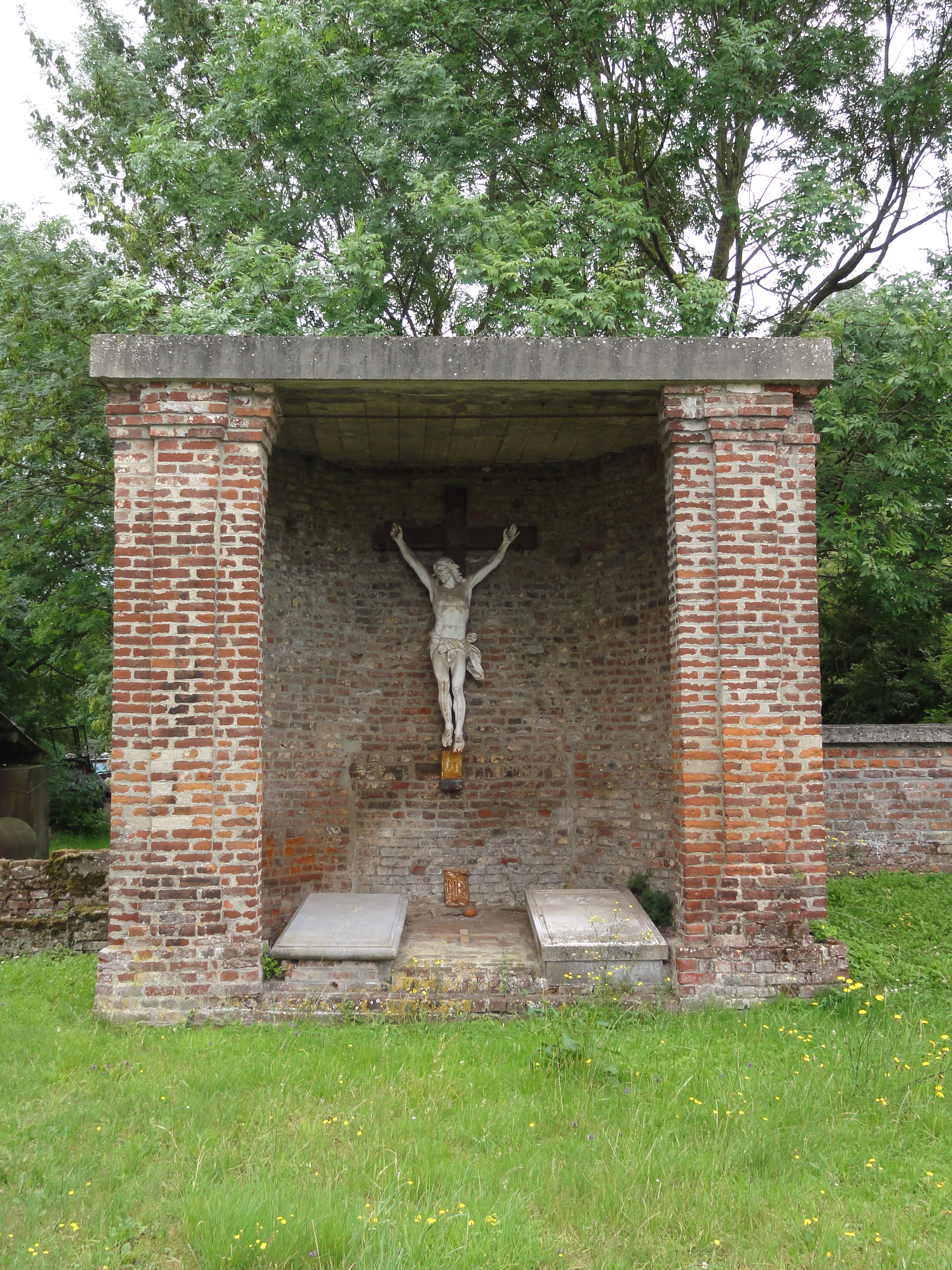
Calvaire funéraire.

Orsinval est une commune française située dans le département du Nord, en région Hauts-de-France.

## Géographie

### Communes limitrophes
| Villers-Pol |            |         |
|             | Orsinval   | Frasnoy |
|             | Le Quesnoy |         |

### Hydrographie

#### Réseau hydrographique
La commune est située dans le bassin Artois-Picardie. Elle est drainée par la Rhonelle, le ruisseau de l'Ange et un autre petit cours d'eau,.
La Rhonelle, d'une longueur de 32 km, prend sa source dans la commune de Locquignol et se jette  dans le Vieil Escaut à Valenciennes, après avoir traversé douze communes. 

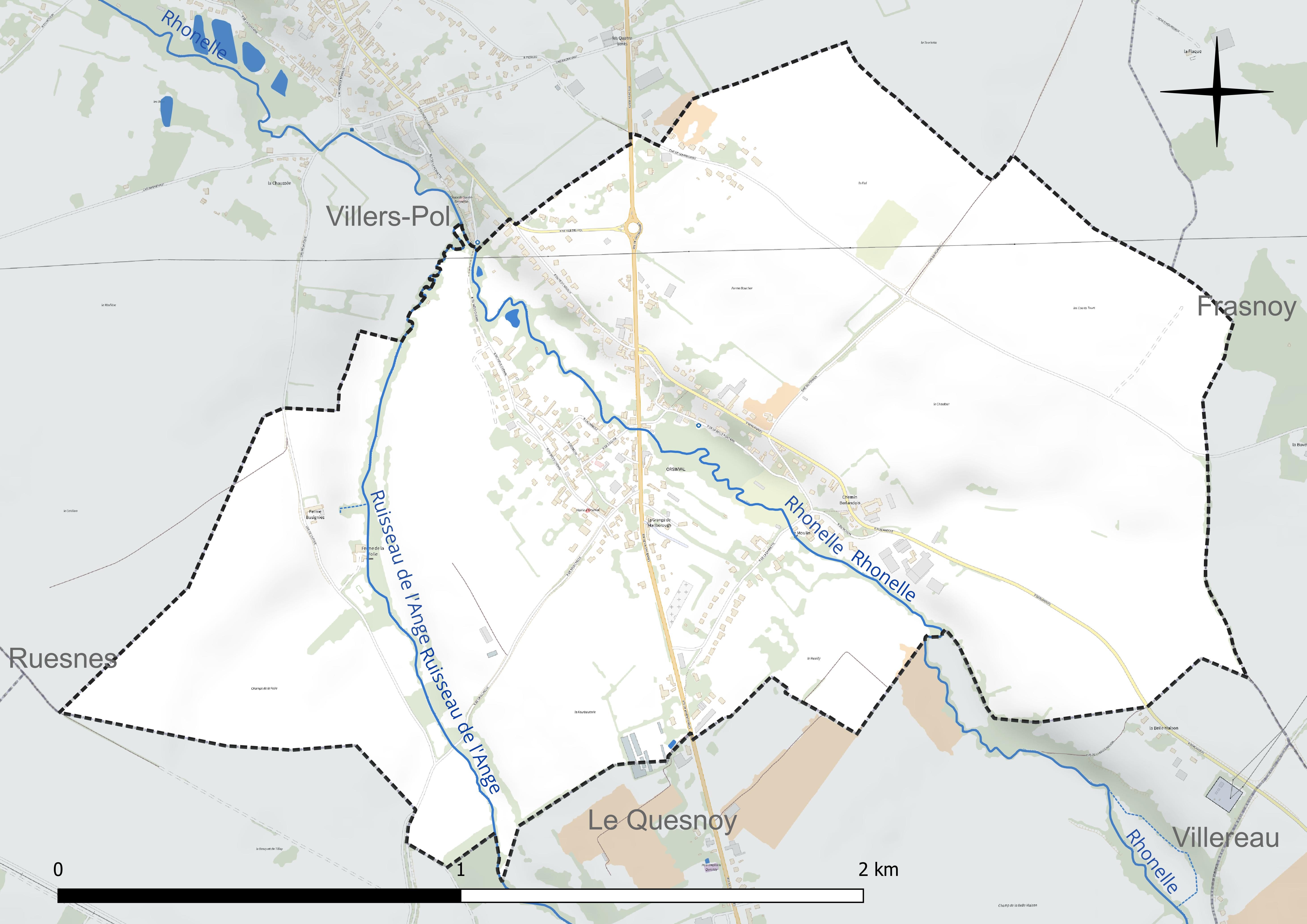
Réseau hydrographique d'Orsinval.

#### Gestion et qualité des eaux
Le territoire communal est couvert par le schéma d'aménagement et de gestion des eaux (SAGE) « Escaut ». Ce document de planification concerne un territoire de 2 005 km2 de superficie, délimité par le bassin versant de l'Escaut. Le périmètre a été arrêté le 9 juin 2006 et le SAGE proprement dit a été approuvé le 13 juillet 2021. La structure porteuse de l'élaboration et de la mise en œuvre est le syndicat mixte Escaut et Affluents (SyMEA). 
La qualité des cours d'eau peut être consultée sur un site dédié géré par les agences de l'eau et l'Agence française pour la biodiversité. 

### Climat
Pour des articles plus généraux, voir Climat des Hauts-de-France et Climat du Nord.
En 2010, le climat de la commune est de type climat océanique dégradé des plaines du Centre et du Nord, selon une étude du CNRS s'appuyant sur une série de données couvrant la période 1971-2000. En 2020, Météo-France publie une typologie des climats de la France métropolitaine dans laquelle la commune est exposée à un climat océanique altéré et est dans la région climatique  Nord-est du bassin Parisien, caractérisée par un ensoleillement médiocre, une pluviométrie moyenne régulièrement répartie au cours de l'année et un hiver froid (3 °C). 
Pour la période 1971-2000, la température annuelle moyenne est de 10 °C, avec une amplitude thermique annuelle de 14,9 °C. Le cumul annuel moyen de précipitations est de 790 mm, avec 12,4 jours de précipitations en janvier et 9,1 jours en juillet. Pour la période 1991-2020, la température moyenne annuelle observée sur la station météorologique la plus proche, située sur la commune de Valenciennes à 12 km à vol d'oiseau, est de 11,0 °C et le cumul annuel moyen de précipitations est de 694,1 mm,. Pour l'avenir, les paramètres climatiques de la commune estimés pour 2050 selon différents scénarios d'émission de gaz à effet de serre sont consultables sur un site dédié publié par Météo-France en novembre 2022.

## Urbanisme

### Typologie
Au 1er janvier 2024, Orsinval est catégorisée bourg rural, selon la nouvelle grille communale de densité à sept niveaux définie par l'Insee en 2022.
Elle appartient à l'unité urbaine de Le Quesnoy, une agglomération intra-départementale regroupant cinq  communes, dont elle est une commune de la banlieue,,. Par ailleurs la commune fait partie de l'aire d'attraction de Valenciennes (partie française), dont elle est une commune de la couronne,. Cette aire, qui regroupe 102 communes, est catégorisée dans les aires de 200 000 à moins de 700 000 habitants,.

### Occupation des sols
L'occupation des sols de la commune, telle qu'elle ressort de la base de données européenne d'occupation biophysique des sols Corine Land Cover (CLC), est marquée par l'importance des territoires agricoles (86,1 % en 2018), en diminution par rapport à 1990 (89,4 %). La répartition détaillée en 2018 est la suivante : 
terres arables (54,4 %), prairies (31,7 %), zones urbanisées (13,9 %). L'évolution de l'occupation des sols de la commune et de ses infrastructures peut être observée sur les différentes représentations cartographiques du territoire : la carte de Cassini (XVIIIe siècle), la carte d'état-major (1820-1866) et les cartes ou photos aériennes de l'IGN pour la période actuelle (1950 à aujourd'hui).

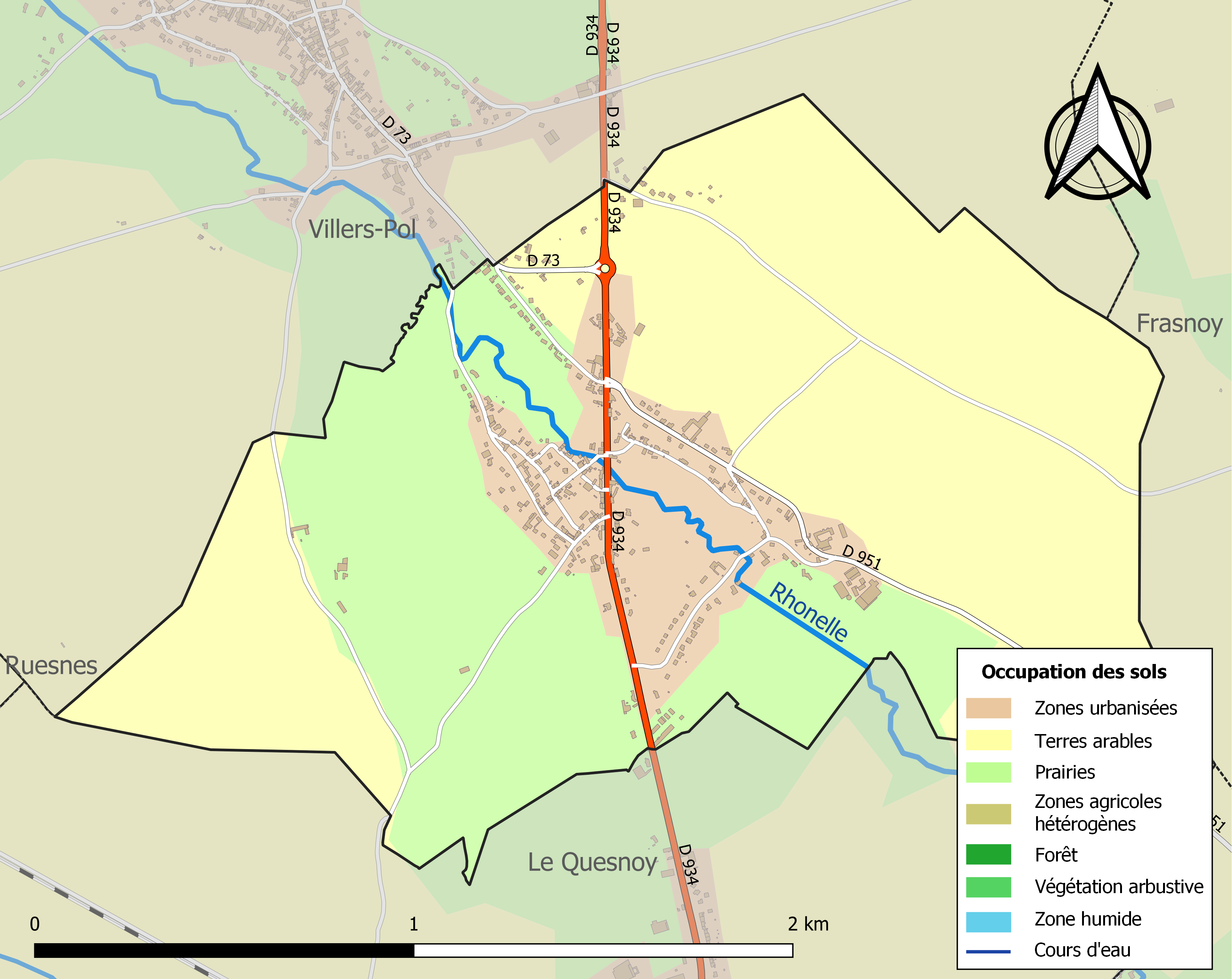
Carte des infrastructures et de l'occupation des sols de la commune en 2018 (CLC).

## Histoire
On trouve une première mention de ce village en 1186 lorsque celui-ci s'appelle "Ursina Vallis". Ce village a été donné en 1111 au chapitre de la cathédrale de Cambrai par l'évêque Odon. Au XIIe siècle, il accueillait un petit monastère de femmes dont il ne subsiste plus aucun vestige.
Les armoiries d'Orsinval (trois lions surmontés d'une vierge à l'enfant) ont fait penser que ce blason rappelait, comme beaucoup, l'époque des croisades.
Dans l'Album du Prince Charles de Croÿ (2500 gouaches), au tout début du XVIIe siècle, le peintre valenciennois Adrien de Montigny représente le village étalé
le long de la Rhonelle que barre un joli moulin.
Avant la Révolution française, Orsinval était le siège d'une seigneurie. Au début du XVIIIe siècle, elle est détenue par Jacques Pédecœur, écuyer, conseiller du roi, auditeur et contrôleur des comptes de Valenciennes, marié à Jeanne Quartier. Leur fille Marie Claire épouse à Valenciennes le 21 septembre 1721, Philippe François Théodore Hannecart ou Hanecart (1697-1751), seigneur de Briffœil, magistrat au Parlement de Flandres.
Le territoire de la commune d'Orsinval est traversé par la chaussée menant de Valenciennes aux places-fortes du Quesnoy et de Landrecies, implantée sur le haut du plateau quercitain. Le cœur ancien du village est situé à l'ouest de cette voie, le long du vallon de la Rhonelle. Lorsque le noyau, d'abord constitué d'une rue, s'éloigne du cours de la rivière, il devient triple, avant de rejoindre la chaussée, se densifiant au niveau du carrefour. Le bâti ancien est également composé de quelques grandes fermes sur plateau, ainsi que du secteur du moulin, à l'ouest, en contrebas de la chaussée.
Implanté dans une vallée assez profonde, le territoire communal est caractérisé par des pentes marquées, en particulier à l'ouest. Le bâti pavillonnaire s'est implanté de manière linéaire, sur la D73, dans le prolongement de Villers-Pol.

## Évolution du nom de la commune
1111 : Ursenens villa, cartulaire de l'église de Cambrai
1170 : Orsina vallis, cartulaire de l'abbaye de Vicogne
1181 : Orsineval, cartulaire de l'église de Cambrai
1186 : Ursina vallis, cartulaire de Vicogne
1189 : Ursini val, id
1194 : Ursineval, 2e cartulaire de Flandre

## Toponymie
domaine d'Ursin.
Jacques de Guyse raconte le combat du Roi Ursys contre la reine Ursa. Une Ursa surnommée "Beere".
Dans toute l'Europe du nord, ber est le nom de l'ours.
Orsinval, la vallée des ours. Et ce, que l'on prenne son étymologie latine ou néerlandaise.
Ors a l'étymologie tout aussi claire. Oui, dans le passé, il y avait des ours dans la région.

## Héraldique
|  | Les armes de Orsinval se blasonnent ainsi : D'or à trois lions d'azur, au chef de gueules chargé d'une Notre-Dame-de-Grâce à mi-corps, de carnation, vêtue de gueules et d'azur et tenant l'enfant Jésus à senestre. |

## Politique et administration

### Tendances politiques et résultats
Élisabeth Debruille devient maire à l'issue des élections municipales de mars 2001.
Élisabeth Debruille fait en 2019 le choix de ne pas se représenter pour un quatrième mandat. Le premier tour des élections municipales de 2020 se déroule le 15 mars. Le confinement lié à la pandémie de Covid-19 retarde de deux mois l'élection des maires par les nouveaux conseils municipaux. Valérie Cochez est élue maire le 24 mai avec quatorze voix et un bulletin nul.

### Liste des maires
Maire de 1802 à 1807 : Nicolas Hottelart,.
Maire en 1939 : Laurent.
| Identité                                              | Période     | Période  | Durée                     | Étiquette     |
| Identité                                              | Début       | Fin      | Durée                     | Étiquette     |
| ----------------------------------------------------- | ----------- | -------- | ------------------------- | ------------- |
| Maurice Delmarle (d) (2 février 1929 - 22 avril 2010) | années 1980 |          |                           | divers droite |
| Élisabeth Debruille (d) (née le 15 janvier 1959)      | mars 2001   | mai 2020 | 19 ans et 2 mois          |               |
| Valérie Cochez (d) (née le 27 juin 1971)              | 24 mai 2020 | En cours | 5 ans, 2 mois et 14 jours |               |

## Population et société

### Démographie

#### Évolution démographique
L'évolution du nombre d'habitants est connue à travers les recensements de la population effectués dans la commune depuis 1793. Pour les communes de moins de 10 000 habitants, une enquête de recensement portant sur toute la population est réalisée tous les cinq ans, les populations de référence des années intermédiaires étant quant à elles estimées par interpolation ou extrapolation. Pour la commune, le premier recensement exhaustif entrant dans le cadre du nouveau dispositif a été réalisé en 2006.

En 2022, la commune comptait 560 habitants, en évolution de +2,75 % par rapport à 2016 (Nord : +0,51 %, France hors Mayotte : +2,11 %).
| 1793 | 1800 | 1806 | 1821 | 1831 | 1836 | 1841 | 1846 | 1851 |
| ---- | ---- | ---- | ---- | ---- | ---- | ---- | ---- | ---- |
| 350  | 262  | 361  | 436  | 478  | 503  | 497  | 528  | 526  |

| 1856 | 1861 | 1866 | 1872 | 1876 | 1881 | 1886 | 1891 | 1896 |
| ---- | ---- | ---- | ---- | ---- | ---- | ---- | ---- | ---- |
| 554  | 486  | 495  | 521  | 515  | 503  | 474  | 475  | 420  |

| 1901 | 1906 | 1911 | 1921 | 1926 | 1931 | 1936 | 1946 | 1954 |
| ---- | ---- | ---- | ---- | ---- | ---- | ---- | ---- | ---- |
| 412  | 412  | 380  | 355  | 356  | 363  | 339  | 342  | 346  |

| 1962 | 1968 | 1975 | 1982 | 1990 | 1999 | 2006 | 2011 | 2016 |
| ---- | ---- | ---- | ---- | ---- | ---- | ---- | ---- | ---- |
| 320  | 332  | 336  | 389  | 440  | 457  | 462  | 543  | 545  |

| 2021 | 2022 | - | - | - | - | - | - | - |
| ---- | ---- | - | - | - | - | - | - | - |
| 558  | 560  | - | - | - | - | - | - | - |

#### Pyramide des âges
En 2018, le taux de personnes d'un âge inférieur à 30 ans s'élève à 30,2 %, soit en dessous de la moyenne départementale (39,5 %). À l'inverse, le taux de personnes d'âge supérieur à 60 ans est de 28,0 % la même année, alors qu'il est de 22,5 % au niveau départemental.
En 2018, la commune comptait 272 hommes pour 280 femmes, soit un taux de 50,72 % de femmes, légèrement inférieur au taux départemental (51,77 %).
Les pyramides des âges de la commune et du département s'établissent comme suit.
| Hommes | Classe d’âge | Femmes |
| ------ | ------------ | ------ |
| 0,0    | 90 ou +      | 1,5    |
| 4,2    | 75-89 ans    | 6,7    |
| 22,8   | 60-74 ans    | 20,8   |
| 21,0   | 45-59 ans    | 20,0   |
| 22,5   | 30-44 ans    | 20,1   |
| 14,3   | 15-29 ans    | 13,6   |
| 15,2   | 0-14 ans     | 17,3   |

| Hommes | Classe d’âge | Femmes |
| ------ | ------------ | ------ |
| 0,5    | 90 ou +      | 1,4    |
| 5,3    | 75-89 ans    | 8,1    |
| 14,8   | 60-74 ans    | 16,2   |
| 19,1   | 45-59 ans    | 18,4   |
| 19,5   | 30-44 ans    | 18,7   |
| 20,7   | 15-29 ans    | 19,1   |
| 20,2   | 0-14 ans     | 18     |

## Lieux et monuments
Le village a su garder, en plusieurs endroits, son pittoresque. Deux sites se distinguent d'ailleurs par leur environnement frais et vert : la chute de l'ancien moulin et, non loin de là, l'ancien lavoir dit « Belle Fontaine ».
La grange dite « de Malbrough » (10, route de Valenciennes) rappelle une tradition chère aux Orsinvalois : c'est là que la célèbre chanson aurait été composée, au soir de la Bataille de Malplaquet (1709), alors que les troupes françaises se repliaient sur le Quesnoy et que le bruit courait que le général anglais était mort sur le champ de bataille.
L'église Saint-Nicolas est l'ancienne chapelle d'un couvent, détruit sous Louis XIV. À l'intérieur, on remarque surtout une grande pieta attribuée à un élève de Van Dyck. Mais ce qui fait l'originalité de cette église, c'est son campanile qui, à quelques pas de l'église même, laisse admirer sa cloche et sa charpente.

## Personnalités liées à la commune
- Henri De Gorge (1774-1832) est né à Orsinval

## Pour approfondir